# Новый Свет
Но́вый Свет — географический термин, обозначающий сравнительно недавно открытые европейцами части света — Америку, Австралию и Океанию. Противопоставляется Старому Свету — Европе, Азии и Африке, изведанному ещё с «древних времён».

## История открытия
По преданию, Христофор Колумб верил до конца своих дней в то, что открыл новый путь в Индию. Но вскоре распространилось мнение, что была открыта не Индия, а новый континент. Одним из первых сторонников этой версии был Америго Веспуччи, имя которого и обрела новая часть света. Считается, что и сам термин «новый свет» мог быть предложен тем же Веспуччи в 1503 году, однако такое мнение оспаривается.
Ряд источников приписывает эту заслугу итало-испанскому историку Пьетро Мартире д’Ангьера, который уже в письме о первом плавании Колумба, датированном 1 ноября 1492 года, употребляет обозначение в латинской форме «novi orbis», затем год спустя в другом письме трансформирует его в «orbis novus». В 1516 году публикует известный труд под заголовком, начинающимся с «De orbe novo…» («О Новом свете…»), описывая первый контакт европейцев с коренными обитателями открытых земель.
В 1524 году этот же термин был использован Джованни да Верраццано — уже и для рассказа о плавании к побережью нынешней Северной Америки (США и Канады). В любом случае, вслед за вновь открытыми берегами наименование Новый Свет стали применять ко всему южному материку, а с 1541 года, вместе с названием Америка, оно было распространено и на северный материк, обозначая четвёртую (после Европы, Азии и Африки) часть света.
На старославянском языке понятие впервые использовал монах Максим Грек — в одном из своих рукописных трудов московского периода, относящихся к 1540 году, упомянул открытие «Нового Света», предположительно вычитав об этом у Веспуччи в отчете о его третьем путешествии вокруг света.